# ロツマ語
ロツマ語（ロツマご、ロツマ語: Fäeag Rotuma、英: Rotuman language, Rotunan, Rutuman）は大洋州諸語に属する言語である。話者はポリネシアの影響を受けた文化を持ち、1881年にフィジーの植民地として組み込まれたロツマ島に居住する先住民の人々である。太平洋の歴史を通じての多くの文化交流の結果、サモア語とトンガ語から多数の語を借用したため、ロツマ語は分類が困難である。言語学者のAndrew Pawleyは、中央太平洋のオセアニア言語のサブグループ内で、西フィジー諸語とロツマ語が語派をなすと分類している。
ロツマ語は音位転換により、単語の最後の母音が直前の子音のために反転することで起こる、ウムラウト、母音の短縮、長音化、二重母音化によって特徴的な母音体系がみられるため、言語学者の間で多くの関心を呼び起こした。
近隣の大洋州諸語とは異なり、ロツマ語は一般にAVO(動作主ー動詞ー目的語)型の言語と考えられている。

## 言語名別称
- ロトゥマ語
- Rotunan
- Rutuman
- Rotuna

## 音声

### 母音
|          | 前舌母音 | 後舌母音 |
| -------- | -------- | -------- |
| 狭母音   | i        | u        |
| 半広母音 | ɛ        | ɔ        |
| 広母音   |          | a        |

### 子音
|        | 両唇音/唇歯音 | 舌頂音 | 後部歯茎音 | 軟口蓋音 | 声門音 |
| ------ | ------------- | ------ | ---------- | -------- | ------ |
| 鼻音   | m             | n      |            | ŋ        |        |
| 破裂音 | p             | t      | tʃ         | k        | ʔ      |
| 摩擦音 | f v           | s      |            |          | h      |
| 流音   |               | r l    |            |          |        |

ロツマ語は音素として母音の長短の区別がなく、基本的に開音節の言語である。したがって、基本となる音節構造には子音+母音の音節だけが存在するが、音韻の過程はより多様である。2モーラ未満の単語を禁止する最小の単語制約も、この基礎となる表現を変更する。非語彙カテゴリからの語を除いて、/ka/('明日')のような単語は[kaa]として実現される。この制約は単語の合成(重複を含む)の前に適用される。/fu/(珊瑚礁)+/liʔu/(深い海)→[fuuˈliʔu](深い海だまり)。母音はまた、最終部および強勢のある部分の両方で長くなる。
狭母音の音節の後に非狭母音の音節が続く場合、非狭母音は広くなる。
- /ɛ/ → [e]
- /a/ → [ɔ]
- /ɔ/ → [o]

一般的に言って、/a/は、後に韻脚にある/ɛ/が出てくるとき、広くなって[æ]になる。
| complete  | incomplete | gloss         |
| --------- | ---------- | ------------- |
| [tuˈturu] | [tuˈtur]   | 'post...'     |
| [ˈmosɛ]   | [ˈmøs]     | 'to sleep...' |
| [ˈpikɔ]   | [ˈpiɔk]    | 'lazy'        |

ロツマ語の形態音韻論の重要な側面は、「不完全な」および「完全な」相と呼ぶことができるものであるが、これらは「長い」および「ショート」の形態、「一次」および「二次」の形態、「絶対的」および「構成する」の形態、ならびに「固有の」および「変えられるか、構成する」の形態とも呼ばれている。完全フェーズは、意味的に明確な用語または特定の用語に適用される。それ以外の場合、通常の会話(歌・詩・歌唱を除く)では、不完全なフェーズは単語の最後の形態素以外のすべて、およびフレーズの最後の単語以外のすべてに適用される。その結果、この言語では音節末子音が生じることがあるが、基底となる音節は全て開音節である。
- |[mafa]| ('目') + |[huhu]| ('はずす') → /mafhuhu/ → [mɔfhuh] ('ひっきりなしに') [8]

|   | [i] | [ɛ] | [a] | [ɔ] | [u] |
| i | iC  | jɛC | jɔC | juC | iC  |
| ɛ | eC  | ɛC  | jaC | ɛC  | ɛC  |
| a | æC  | æC  | aC  | aC  | ɔC  |
| ɔ | øC  | œC  | waC | ɔC  | oC  |
| u | yC  | wɛC | wɔC | wɔC | uC  |

上の表(Cはすべての子音を示す)は、メタセシスと削除が不完全な相を形成する重要な部分であることを示している。最後の母音と直前の子音はV1CV2#からV1V2C#にメタセサイズされる。ここで、V1は元になる最後から2番目の母音、V2は元になる最後の母音、Cは任意の子音、そして#は単語、句、または形態素の境界である。
メタセシスの後では、「V1がV2より後ろになく、V2がV1より下にない場合、V2は削除される」か、または二つの母音が同一である場合。さらに省略の過程を経ると、特徴の融合または拡大が起こる。すなわち、後側母音は前方母音の前に前方に置かれ、前方母音は前方母音と同じ高さまたはより高い高さ(/ɛ/ や /i/ は /ɔ/ に、/i/ だけは /u/ に影響する)の前母音の前に置かれてから、後者が削除される。
/u/ → [y]
[o] → [ø~œ]
さらに、/a/ → [æ] のルールがもう一度有効になり、モーラの韻脚の外側で、次の /i/ と両方の /ɛ/ と起こり得る。また、/a/ は高母音(/i/ または /u/)を含む音節の後で [ɔ] になる。V1がV2より高い場合、前舌母音は [j]、後舌母音は [w] というようにそれぞれ対応する半母音に非母音化される。
語の強勢は左優勢2モーラの韻脚と関連する。派生語でない単語の最後から2番目のモーラが強勢を持つ。名詞化の接尾辞 |-ŋa| と使役の接尾辞 |-ʔaki| 以外であれば、追加の形態素が付加される前や不完了の位相形態論の前に、強勢が割り当てられる。

## 正書法
宣教師が接触後、ロトゥマ島にはさまざまな正書法があった。フランスのカトリック教会の宣教師たちは、自分たちのアルファベットに基づいて正字法を考案し、英語のウェスレアン・メソジスト派の宣教師たちは、ロトゥマ語を書くために独自の正書法を開発した。現在一般的に使用されているものは、言語学の知識がありトンガ語の正書法を考案したオーストラリアのメソジスト派のC.M.チャーチワード牧師によるものである。チャーチワードの独創的な著作「ロツマ語の文法と辞書」に出てくるアルファベットがこれである:
- a – /a/
  - ȧ or ä – /a/ ~ /æ/
  - ạ – /ɔ/
- e – /e/
- f – /f/
- g – /ŋ/
- h – /h/
- i – /i/
- j – /tʃ/
- k – /k/
- l – /l/
- m – /m/
- n – /n/
- o – /ɔ/
  - ö – /ø/
- p – /p/
- s – /s/
- t – /t/
- u – /u/
  - ü – /y/
- v – /v/
- ʻ – /ʔ/ 声門破裂音

Churchwardの辞書では、母音a、o、iの変化については、種間の変化が基本文字の中で起こっていないかのように扱っている:päegaという単語は、seatを意味し、paki ri (バナナを意味する) の前に現れ、pau (非常に多くを意味する) の前に現れる。
加えて、上にある全ての元の母音の例はマクロンと共に現れ、母音の長さがおそらく音韻の過程であるが、それらがより長いことを示している。
チャーチワードのアルファベットはロトマン語音韻論の十分な分析の前に作られたので、純粋に音素論ではない。ジョージ・ミルナーは発音区別符を使わずに音韻的な綴りを提案したが、これは母音のアロフォニーの理解をメタセシスと関係があるものとして取り入れている(上記参照)。
| Churchward | Churchward | IPA   | Milner     | Gloss                |
| complete   | incomplete | IPA   | incomplete | Gloss                |
| ---------- | ---------- | ----- | ---------- | -------------------- |
| mose       | mös        | [møs] | moes       | 'sleep'              |
| futi       | füt        | [fyt] | fuit       | 'pull'               |
| a+su       | a+s        | [ɔs]  | aus        | 'steam'              |
| a+ti       | ȧt         | [æt]  | ait        | 'gather (shellfish)' |

## Samples
これは、1975年に出版された聖書の翻訳(マシュー6:9–13) [1] にある、主の祈りのロツマ語版である。チャーチワードの正書法の発音区別符号を使って書かれている。
'Otomis Ö'faat täe 'e lạgi,
'Ou asa la äf'ȧk la ma'ma',
'Ou pure'aga la leum, 'ou rere la sok,
fak ma 'e lạgi, la tape'ma 'e rän te'.
'Äe la naam se 'ạmisa, 'e terạnit 'e 'i,
ta 'etemis tela'a la tạumar,
Ma 'äe la fạu'ạkia te' ne 'otomis sara,
la fak ma ne 'ạmis tape'ma re vạhia se iris ne sar se 'ạmisag.
Ma 'äe se hoa' 'ạmis se faksara; 'äe la sại'ạkia 'ạmis 'e raksa'a.
Ko pure'aga, ma ne'ne'i, ma kolori, mou ma ke se 'äeag, se av se 'es gata'ag ne tore. 'Emen